# Łukasz Kmita
Łukasz Marek Kmita (ur. 7 listopada 1985 w Olkuszu) – polski polityk, samorządowiec i urzędnik, w latach 2020–2023 wojewoda małopolski, poseł na Sejm X kadencji.

## Życiorys
Ukończył politologię ze specjalnością administracja europejska i marketing polityczny na Uniwersytecie im. Adama Mickiewicza w Poznaniu. Kształcił się na studiach menedżersko-finansowych na Uniwersytecie Ekonomicznym w Katowicach oraz w VUT w Brnie. Ukończył studia Executive MBA w Wyższej Szkole Menedżerskiej w Warszawie. Pracował jako dziennikarz (m.in. w trakcie wizyty Benedykta XVI w Polsce), od 2005 do 2007 był rzecznikiem prasowym Instytutu Kultury Europejskiej w Gnieźnie. Zaangażował się w działalność polityczną w ramach Prawa i Sprawiedliwości, został powołany na przewodniczącego olkuskich struktur powiatowych partii. Był dyrektorem biura poselskiego Jacka Osucha. Przystąpił do katolickiej organizacji Rycerze Kolumba, działającej w Polsce od 2006.
W 2006 i 2010 wybierany na radnego gminy Olkusz, a w 2014 – członkiem rady powiatu olkuskiego. 3 marca 2012 uczestniczył jako pasażer w katastrofie kolejowej pod Szczekocinami.
W 2014 kandydował także na burmistrza Olkusza, zdobywając w drugiej turze 49% głosów. Od 2015 do 2016 kierował Związkiem Komunalnym Gmin „Komunikacja Międzygminna” w Olkuszu, następnie został dyrektorem krakowskiego oddziału Kasy Rolniczego Ubezpieczenia Społecznego. W 2018 ponownie przegrał w drugiej turze wyborów na burmistrza (z poparciem 42% wyborców). Powrócił wówczas do olkuskiej rady miejskiej, w której do kwietnia 2019 sprawował funkcję przewodniczącego (odwołano go po zmianie koalicji). Pełnił też funkcję dyrektora Departamentu Generalnego Urzędu Marszałkowskiego Województwa Małopolskiego.
7 sierpnia 2020 powołany na stanowisko wojewody małopolskiego w miejsce Piotra Ćwika. W wyborach parlamentarnych w 2023 z powodzeniem kandydował z ramienia PiS do Sejmu X kadencji, otrzymując 26 062 głosy w okręgu nr 12. W konsekwencji 2 listopada tego samego roku przestał pełnić funkcję wojewody. W 2024 bez powodzenia kandydował na prezydenta Krakowa. W maju, czerwcu i lipcu 2024 PiS zgłaszało go na urząd marszałka województwa, jednak jego kandydatura nie uzyskiwała większości w sejmiku.
W maju 2024 zastąpił Andrzeja Adamczyka na stanowisku przewodniczącego zarządu PiS w województwie małopolskim, a następnie w listopadzie tegoż roku po reorganizacji struktur partii został wybrany na jej przewodniczącego w nowo powstałym okręgu krakowskim. W październiku tego samego roku wszedł w skład komitetu wykonawczego PiS.

## Wyróżnienia
- Krzyż Honorowy Związku Harcerstwa Rzeczypospolitej – Pro Amico (2023)[26]